# 美国心理学会
美国心理学会（英語：American Psychological Association）是美国的一个心理学领域的专业组织，成立于1892年7月，大约有15万名会员，年度预算约7000万美元。
美国心理学会还以“APA格式”著称，这是一种广泛应用于社会科学（特别是心理学）领域的写作风格和格式化标准。

## 历任主席

### 19世纪
- 1892年	斯坦利·霍尔（Granville Stanley Hall）
- 1894年	威廉·詹姆斯（William James）
- 1895年	詹姆斯·麦基恩·卡特尔（James McKeen Cattell）
- 1897年	詹姆斯·马克·鲍德温（James Mark Baldwin）
- 1898年	雨果·明斯特伯格（Hugo Münsterberg）
- 1899年	约翰·杜威（John Dewey）

### 20世纪
- 1901年	喬賽亞·羅伊斯（Josiah Royce）
- 1904年	威廉·詹姆斯（William James）
- 1905年	玛丽·卡尔金斯（Mary Whiton Calkins）
- 1912年	爱德华·桑代克（Edward Lee Thorndike）
- 1914年 罗伯特·塞钦斯·武德沃斯（Robert Sessions Woodworth）
- 1915年 约翰·布羅德斯·華生（John Broadus Watson）
- 1921年	瑪格麗特·弗洛伊·瓦什本（Margaret Floy Washburn）
- 1924年	斯坦利·霍尔（Granville Stanley Hall）
- 1928年	埃德温·加里格斯·波林（Edwin Boring）
- 1935年	克拉克·L·赫爾（Clark Leonard Hull）
- 1937年	爱德华·托尔曼（Edward Chace Tolman）
- 1939年	高尔顿·威拉德·奥尔波特（Gordon Willard Allport）
- 1940年	伦纳德·卡迈克尔（Leonard Carmichae）
- 1944年	加德纳·墨菲（Gardner Murphy）
- 1947年	卡尔·罗杰斯（Carl R. Rogers）
- 1949年	欧内斯特·希尔加德（Ernest R. Hilgard）
- 1950年	乔伊·保罗·吉尔福特（Joy Paul Guilford）
- 1954年  奥维尔·霍巴特·莫瑞尔（Orval Hobart Mowrer）
- 1957年	李·克隆巴赫（Lee Joseph Cronbach）
- 1958年	哈里·哈洛（Harry F. Harlow）
- 1959年	沃尔夫冈·苛勒（W. Kohler）
- 1960年	唐纳德·赫布（Donald Olding Hebb）
- 1965年	杰罗姆·布鲁纳（Jerome Bruner）
- 1968年	亚伯拉罕·马斯洛（Abraham Maslow）
- 1969年	乔治·阿米蒂奇·米勒（George A. Miller）
- 1974年	阿尔波特·班杜拉（Albert Bandura）
- 1979年	尼古拉斯·卡明斯（Nicholas A. Cummings）[1]
- 1980年	佛罗伦斯·登马克（Florence L. Denmark）
- 1989年	约瑟夫·马特拉佐（Joseph Dominic Matarazzo）
- 1998年	马丁·赛里格曼（Martin E. P. Seligmen）

### 21世纪
- 2002年	菲利普·津巴多（Philip George Zimbardo）
- 2003年	羅伯特·史坦伯格（Robert Jeffrey Sternberg）
- 2016年	蘇珊·麥克丹尼爾（Susan H. McDaniel）